# Kongedybet
Kongedybet er en sejlrende, der ligger lige ud for sejlløbet ind til Københavns Havn.
Kongedybet ligger vest for Middelgrunden med Trekroner i nord og Prøvestenen i syd. Den benyttes fortrinsvis til nærsejlads.
Kongedybet begrænses på østsiden af Middelgrunden og på vestsiden af Stubben, Revshalen og Amager landgrund. Dets nordlige del, der kaldes Renden, danner Københavns red. Midt i renden ligger en lille grund, Middelpult, med 6 1/4 m vand over sten. Dybden i løbet er mellem 11 og 16 m, og bunden er ler.
Middelgrundsfortet er bygget hvor Kongedybet og Hollænderdybet mødes i den nordlige ende af Middelgrunden.